# Petung (Jatiyoso)
Petung is een bestuurslaag in het regentschap Karanganyar van de provincie Midden-Java, Indonesië. Petung telt 3343 inwoners (volkstelling 2010).